# The Free Software Definition
The Free Software Definition is beschreven door Richard Stallman en gepubliceerd door de Free Software Foundation (FSF) en definieert vrije software ten aanzien van de vrijheid en niet de prijs. De oudst bekende publicatie over de definitie was in de editie van februari 1986 van het niet meer bestaande GNU's Bulletin publication van FSF. De canonieke bron voor het document is in de filosofiesectie van de GNU Project-website. Vanaf april 2008 wordt het daar gepubliceerd in 39 talen. FSF publiceert een lijst met licenties die aan deze definitie te voldoen.

## Definitie
De definitie die door FSF in februari 1986 werd gepubliceerd had twee punten:
Het woord "free" in de naam refereert niet aan de prijs, maar naar vrijheid. Als eerste de vrijheid om het programma te kopiëren en verder te distribueren naar de buren, zodat zij het net als jou kunnen gebruiken. Als tweede de vrijheid om het programma te veranderen, zodat jij de controle hebt in plaats van dat het jou controleert, hiervoor dient de broncode beschikbaar te zijn aan je.
De moderne definitie heeft vier punten, die nummeren van nul tot drie in overeenstemming met de zero-based nummering die gemeenschappelijk is voor computersystemen. Het definieert vrije software door het al dan niet ter beschikking zijn van de volgende vier vrijheden aan de gebruiker:
- Vrijheid 0: De vrijheid om het programma voor ieder doel te gebruiken.
- Vrijheid 1: De vrijheid om het programma te bestuderen hoe het werkt, en het te veranderen zodat het doet wat je wenst.
- Vrijheid 2: De vrijheid om kopieën te redistribueren zodat je je buurman kan helpen.
- Vrijheid 3: De vrijheid om het programma te verbeteren en die verbeteringen uit te brengen (in gemodificeerde versies meestal) naar het publiek, zodat de hele gemeenschap er voordeel van heeft.

Vrijheid 1 en 3 benodigen de beschikbaarheid van de broncode omdat het bestuderen en aanpassen zeer onpraktisch is zonder de broncode.

## Latere definities
In juli 1997 publiceerde Bruce Perens de Debian Free Software Guidelines. Dit werd ook gebruikt door de Open Source Initiative (OSI) onder de naam "The Open Source Definition", waarbij de enige verandering was dat de term "vrije software was vervangen door de alternatieve term van OSI voor vrije software, namelijk "open-source software".

## Free Software Definition vs Open Source Definition
Ondanks de fundamentele filosofische verschillen tussen de vrije software-beweging en de open source-beweging, verwijzen de officiële definities van vrije software door de Free Software Foundation en van open source-software door het Open Source Initiative in principe naar dezelfde software-licenties, op een paar kleine uitzonderingen na. En benadrukt de filosofische verschillen, de Free Software Foundation commentaar:
De term "open source"-software wordt gebruikt door sommige mensen om meer of minder dezelfde categorie aan te duiden als vrije software. Het is niet precies dezelfde klasse van de software: zij accepteren een aantal licenties die wij als te beperkend beschouwen, en er zijn vrije software licenties zij niet hebben aanvaard. Echter, de verschillen in uitbreiding van de categorie zijn klein: bijna alle vrije software is open source, en bijna alle open source-software is vrij.